# Трећи свети рат
Трећи свети рат назив је за ратни сукоб бројних грчких држава вођен у периоду од 356. до 346. године п. н. е.

## Рат
Трећи свети рат започео је као сукоб Фокиде и Амфиктиоске лиге на челу са Тебом око пророчишта Делфи кога су Фокиђани заузели. Тебанци су ту акцију протумачили као светогрђе и наложили Фокиђанима да сместа напусте пророчиште и надокнаде начињену штету. Фокиђани одбијају да испуне наређење па им Теба објављује рат. Иако је у почетку био локални сукоб, рат је убрзо постао општегрчки. Захваљујући средствима које су прикупили од ходочасника, Фокиђани су могли унајмити најамничку војску. Тебанци склапају савез са Тесалијом и Локридом. Антички извори за Трећи свети рат су доста оскудни и немају чврсте хронолошке информације. Атина и Спарта стају на страну Фокиде.
Трећи свети рат искористио је македонски краљ Филип II да се умеша у грчке послове. Македонци стају на тебанску страну. Филип 353. или 352. године п. н. е. наноси пораз Фокиди у бици на Крочком пољу након чега се почео издавати за осветника Аполона. Заратио је и са Атином коју је сматрао најопаснијим чланом коалиције. Године 348. п. н. е. заузео је Олинт чиме је ставио тачку на постојање Халкидичког савеза. Подстакао је побуну против Атине на Еретрији. Заузета гушењем устанка, Атина је била присиљена на мир. Филократовим миром из 346. године п. н. е. одлучено је да свака страна задржи оно што је освојила. У договор нису били укључени Фокиђани што је Филипу омогућило да следеће, 345. године п. н. е. освоји њену територију. Овим мировним уговором завршен је Трећи свети рат.